# 乳头肌
乳头肌（英語：Papillary muscle，也译为乳突肌）是位于心脏心室内的肌肉，通过腱索附着在房室瓣（二尖瓣和三尖瓣）上。乳头肌约占心脏总质量的 10%。